# Cobisa
Cobisa es un municipio y localidad española de la provincia de Toledo, en la comunidad autónoma de Castilla-La Mancha. Cuenta con una población de 4500 habitantes (INE 2024).

## Toponimia
El término Cobisa podría derivarse del árabe qúbba, que significa bóveda, cúpula. En el pasado tuvo los nombres de "Covixa", "Cobija", "Covisa" y "Coviza".

## Geografía
El municipio se encuentra situado en un terreno ondulado en la comarca de los Montes de Toledo y linda con las poblaciones toledanas de Burguillos de Toledo, Layos y Argés.

## Historia
Al igual que otros municipios cercanos a Toledo, la población se originó a partir de los caseríos que utilizaban los vecinos de la capital en las épocas de labor. En un principio se hizo un caserío denominado Cobisa de Abajo, que con el tiempo se abandona por problemas de salubridad, pasándose los vecinos a Cobisa de Arriba.
Aparece citada en el siglo XII y en varios documentos mozárabes a partir de 1175. En estos últimos existe la dificultad de distinguir Cobeja de Cobisa, pues en árabe se escriben del mismo modo.
En el documento de 1399 donde Enrique III indica las cantidades que los diferentes pueblos de Toledo y Madrid deben pagar, aparece Couisa.

## Demografía
Cuenta con una población de 4500 habitantes (INE 2024).
| Gráfica de evolución demográfica de Cobisa entre 1842 y 2021                                                          |
| |
| Población de derecho según los censos de población del INE. Población de hecho según los censos de población del INE. |

## Administración
| Periodo   | Nombre                                                                                        | Partido       |
| --------- | --------------------------------------------------------------------------------------------- | ------------- |
| 1979-1983 | Manuel Aguado Rodríguez                                                                       | Independiente |
| 1983-1987 | Manuel Aguado Rodríguez                                                                       | AP/PDP/UL     |

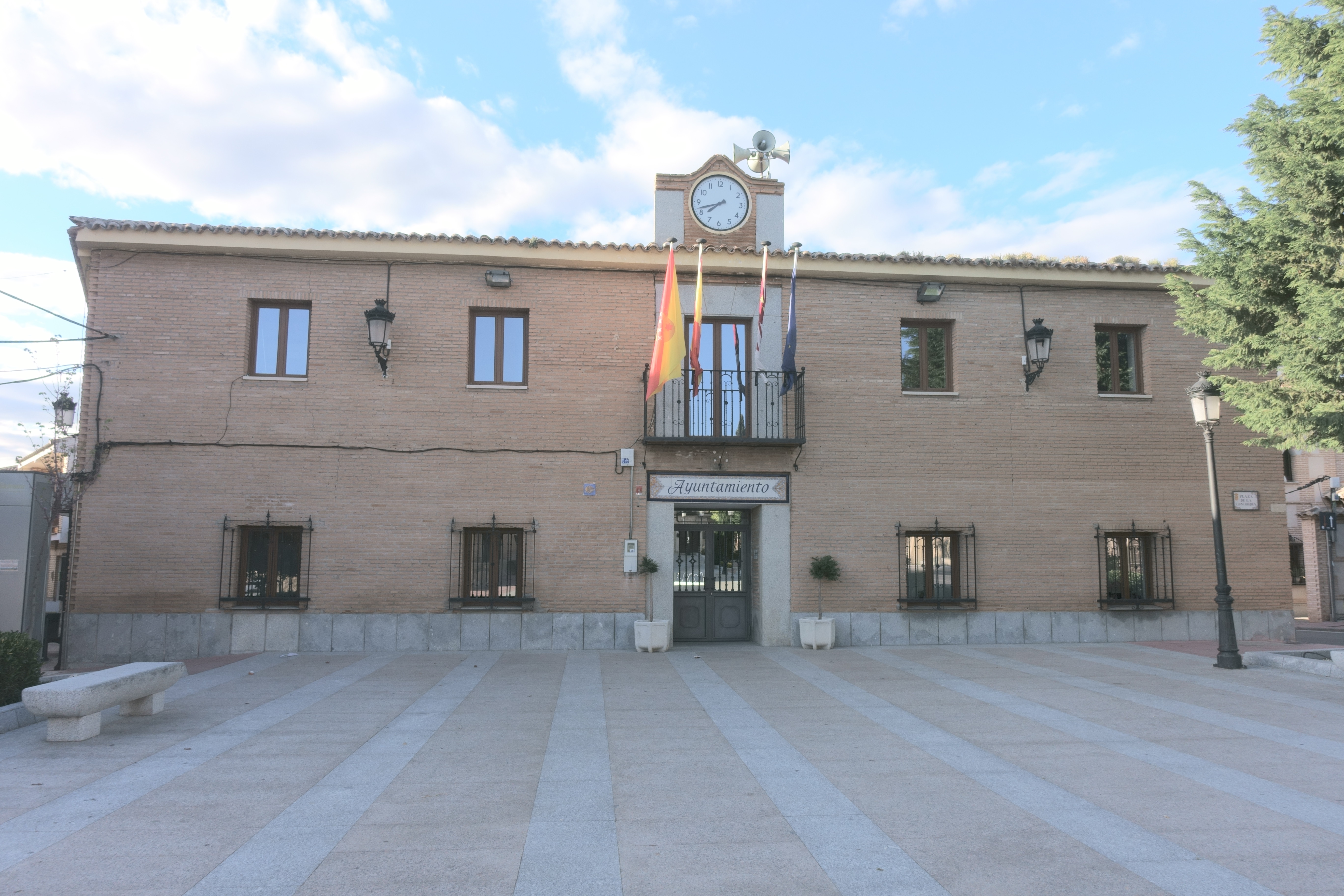
Casa consistorial

| 1987-1991 | José Luis Martín Rodríguez                                                                    | PP            |
| 1991-1995 | Ramón Sánchez Fernández                                                                       | Independiente |
| 1995-1999 | Ramón Sánchez Fernández                                                                       | Independiente |
| 1999-2003 | Ramón Sánchez Fernández                                                                       | PSOE          |
| 2003-2007 | Ramón Sánchez Fernández                                                                       | PSOE          |
| 2007-2011 | Luis Figueroa Rojas Emilio Muñoz Cutillas (febrero de 2008) Félix Ortega (12 de mayo de 2009) | PP PSOE       |
| 2011-2015 | Emilio Muñoz Cutillas                                                                         | PP            |
| 2015-2019 | Felix Ortega Fernández                                                                        | PSOE          |
| 2019-2023 | Felix Ortega Fernández                                                                        | PSOE          |
| 2023-act. | Felix Ortega Fernández                                                                        | PSOE          |

## Monumentos y lugares de interés

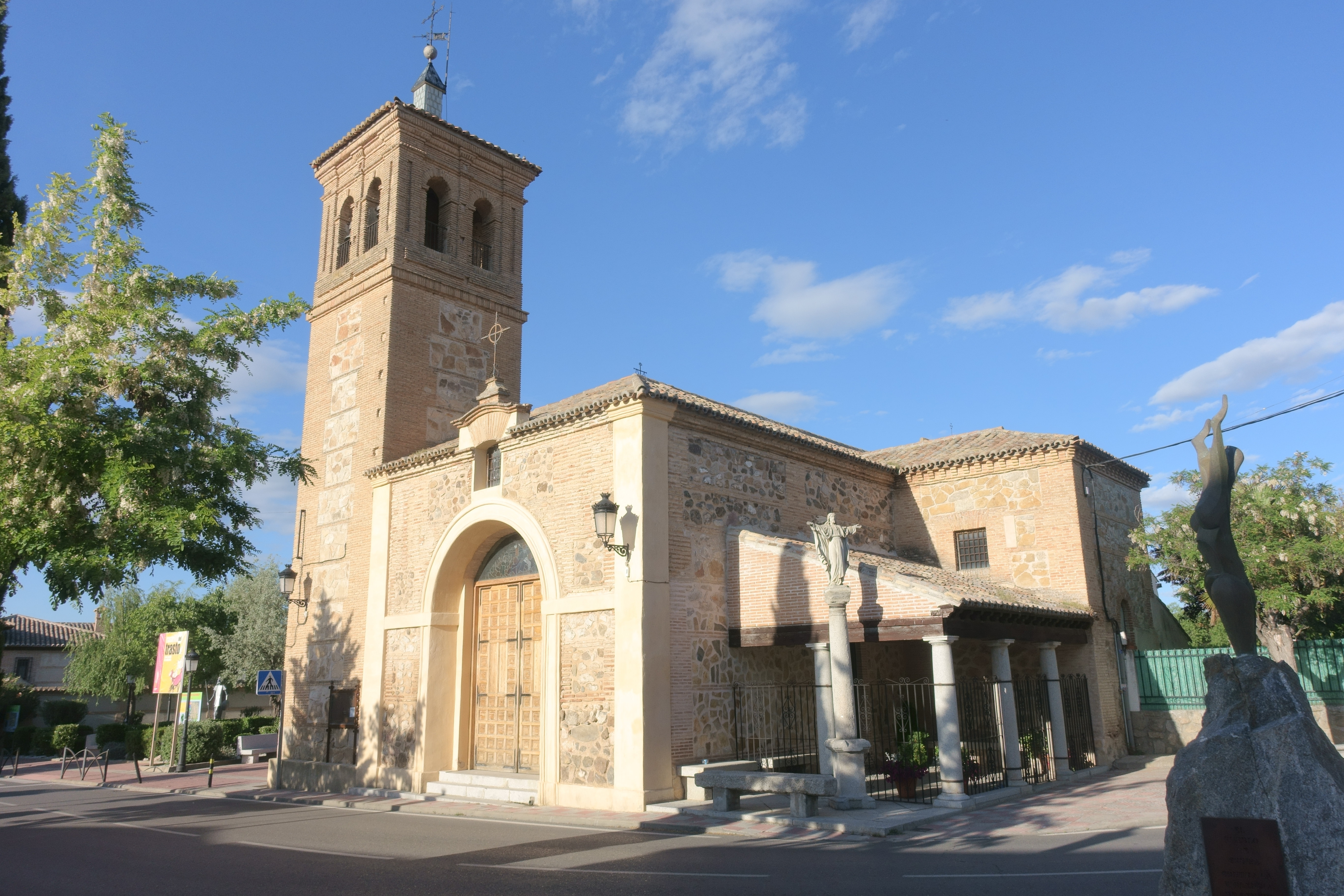
Iglesia de San Felipe y Santiago Apóstoles

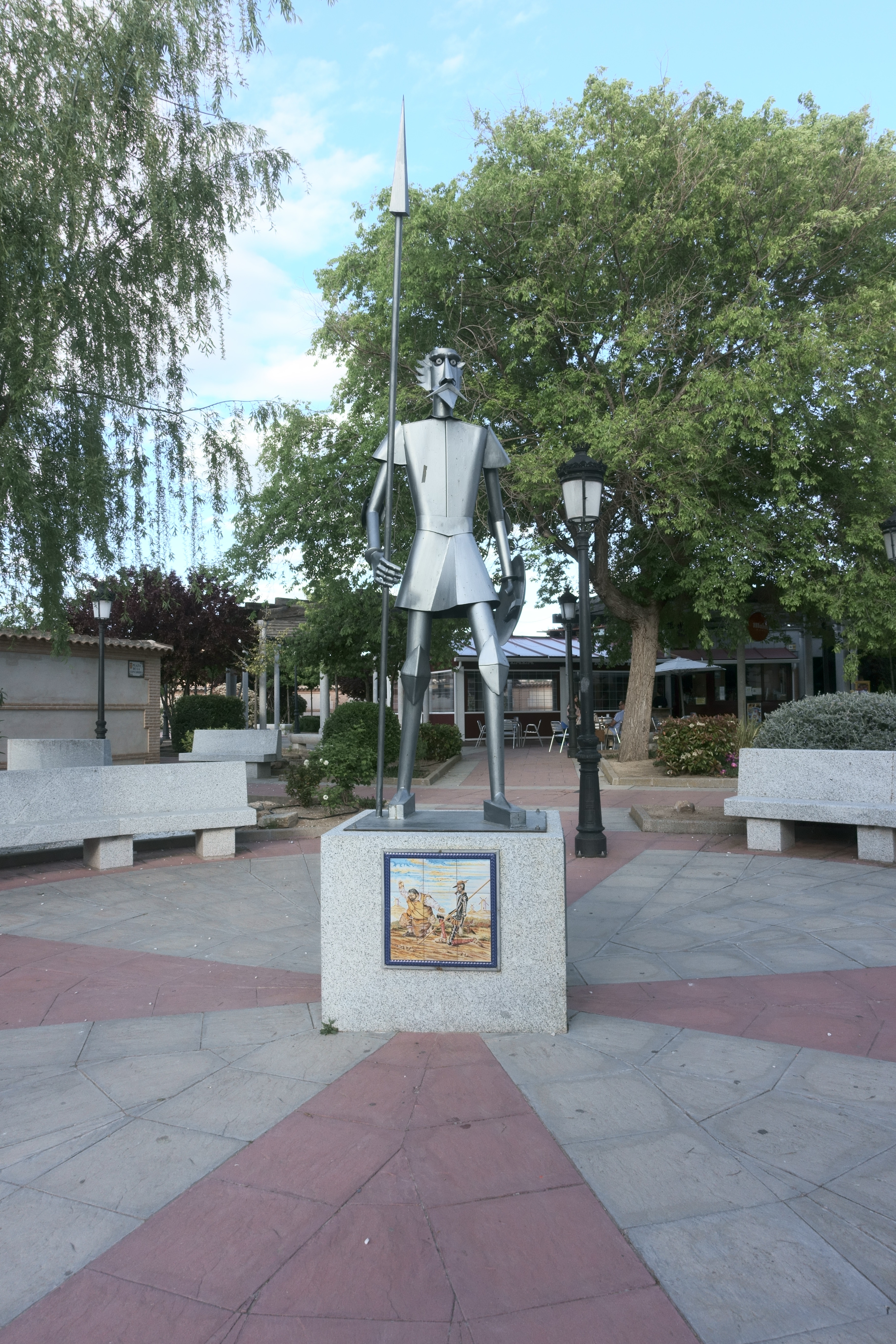
Monumento al Quijote

A destacar la iglesia San Felipe y Santiago Apóstol, concebida como convento en el siglo XVIII. De esta construcción actualmente solo se conservan algunos restos y la espadaña. Fue restaurada en 1942 tras los saqueos y destrozos cometidos por el bando republicano en la guerra civil española. 

## Deporte
El C.D. Cobisa F.S. es el club deportivo más antiguo de la localidad. Está dedicado al fútbol sala casi en su totalidad. Nace como club oficial censado en 2007. Consiguió ese año el ascenso a Tercera División Nacional que no llegó a disputar por falta de apoyo económico, pero que dos temporadas antes sí la disputó con apoyo municipal con el nombre y tutela de Ayuntamiento de Cobisa F.S. tras ganar la Liga en primera división autonómica. La creación como club se da para separarlo políticamente de la institución y ser un club individual con pleno derecho. Volvió a conseguir el ascenso a Tercera División Nacional de fútbol sala, en la temporada 2017-2018, que esta vez si materializó. En la siguiente temporada 2018-2019 ya en Tercera División, consigue además la permanencia de categoría para un año más. 
En la temporada 2019-2020 aún con la pandemia del Covid-19 , consigue su mayor hito deportivo, tras quedar campeón de la fase regular y de la fase de ascenso, quedando clasificado para el play-off de ascenso final, frente a Villanueva de los Infantes de Ciudad Real, al que consiguió ganar por 4-1 en partido único a puerta cerrada por la pandemia, consiguiendo así el ascenso a Segunda División B del futbol sala nacional ( categoría de bronce ).
En la temporada 2020-2021 aún con la pandemia vigente del Covid-19 las competiciones salen adelante y el CD Cobisa FS debuta en Segunda División B consiguiendo la permanencia en la categoría para un año más, no sin sufrimiento hasta la penúltima jornada , consiguiendo ganar al conjunto Contestano YE FAKY de cocentaina (Alicante) con un resultado de 0-2 que certificaba el mantenerse en la categoría de bronce un año más. 
Era famosa en la provincia su liga de verano, disputada desde hace más de quince años, sus trofeos solidarios de Navidad y la calidad de los equipos sénior en este deporte que hacen de Cobisa (pueblo más cercano a Toledo) ser un punto clave en este deporte tan arraigado en la provincia, considerada una de las cunas del fútbol sala.
Era uno de los clubes decanos de la categoría Primera División Autonómica de fútbol sala de Castilla-La Mancha cuando participaba en ella. El club nació gracias al incremento demográfico de la localidad y hasta el día de hoy se ha ganado un puesto de renombre en este deporte en la provincia y en la región con la consiguiente publicidad para el municipio.
La directiva fundacional fue: José Antonio Fernández-Marcote, José Carlos de Llave Martín, Daniel Núñez Sen, Antonio de la llave Serrano y otro socio (sin datos), estos dos últimos dieron paso a Sergio Gómez Martín y Rubén Hernández Mateo a los pocos meses de la fundación. 
La actual ( 2022-2023 ) junta directiva es: Yolanda Gómez Navamuel, Rafael Vargas de la Puente, Jesús Mario Martín Rodríguez, Daniel Núñez Sen y José Antonio Fernández-Marcote Sánchez-Mayoral. 
En la temporada 2021-2022 tras una nueva permanencia en segunda división B Nacional, hay nuevos cambios, después de dos elecciones consecutivas con el resultado de la misma directiva. Andrés Julio González Martínez causaba baja en 2022,  para dar entrada a Rafael Vargas de la puente. 
El club cuenta después de 4 años de triunfos y ascensos (2018-2022) , en su mejor momento histórico, con una masa social de 300 socios , casi aforo completo, en un pabellón municipal de la localidad que ya por habitantes se queda pequeño, y diversos patrocinios locales, provinciales, e incluso regionales, junto con subvencioes públicas del Ayuntamiento de Cobisa y la Diputación de Toledo y otros entes públicos como la JCCM y UCLM así como privados en su minoría. 
Con apenas apoyos privados , su gestión y masa social es una labor ardua y sacrificada inusual en localidades de esa cantidad de habitantes , demostrando lo arraigado que está este deporte en la localidad, incluso antes de tener instalación propia, jugando en pabellones de localidades anexas. 
Hoy en día ocupa un lugar destacado entre las 7 localidades al máximo nivel de Castilla - La Mancha en fútbol sala:
(Valdepeñas, Manzanares,Talavera, Cobisa,Bargas,Albacete y Moral de Calatrava) siendo a fecha de 2022 junto a Talavera y Bargas , poblaciones de mucho mayor nivel económico y poblacional , las 3 de mayor rango en este deporte en la provincia de Toledo. 
En la temporada 2022-2023 rebasan su mayoría de socios , de colaboradores, y su mayor hito deportivo, quedando en la temporada anterior en noveno puesto en segunda división B. 
Para esta actual temporada han seguido creciendo a todos los niveles para lograr otro paso más. Un club que de momento no tiene techo, demostrando que las posibilidades son las que cada uno se crea. 
Su afición por demasía , incluso ha llegado a reconocerse a nivel nacional a distintos niveles.

## Fiestas
- Junio: Corpus Christi.
- Lunes siguiente al último fin de semana de julio: Nuestra Señora de las Angustias.